# Max Riemelt
Max Riemelt (Berlino Est, 7 gennaio 1984) è un attore tedesco, noto principalmente per il ruolo di Wolfgang Bogdanow nella serie televisiva Netflix Sense8.

## Biografia
Riemelt ha fatto il suo debutto in Germania all'età di 13 anni nelle produzioni televisive di Praxis Bülowbogen e Eine Familie zum Küssen.
Nel 2004 interpreta Friedrich Weimer in I ragazzi del Reich, diretto da Dennis Gansel, con cui stringerà una solida collaborazione artistica. Tra gli altri, sempre diretto da Dennis Gansel, infatti, Riemelt interpreta Marco nel film 2008 L'onda, tratto dall'omonimo romanzo di Todd Strasser, a sua volta basato sull'esperimento sociale denominato La Terza Onda, avvenuto nel 1967 in California.
Diretto da Shephan Lacant, nel 2013, interpreta Kay Engel in Freier Fall, successo di critica presentato al Festival internazionale del cinema di Berlino.
Dal 2015 è nel cast della serie di Netflix, Sense8, in cui interpreta il ruolo di Wolfgang Bogdanow, uno scassinatore di Berlino.
Nel 2017, accanto a Teresa Palmer, è nel thriller psicologico Berlin Syndrome - In ostaggio, che ha ricevuto recensioni miste da parte della critica, ma la performance degli attori è stata comunque ampiamente lodata.
Nel 2021 interpreta Sheperd nel quarto capitolo di Matrix, Matrix Resurrections.

### Vita privata
Ha una figlia ed è fratello maggiore dell'attore Lukas Riemelt.

## Filmografia

### Cinema
- Der Bär ist los, regia di Dana Vávrová (1999)
- Ragazze pom pom al top (Mädchen Mädchen!), regia di Dennis Gansel (2000)
- Sextasy, regia di Yasemin Samdereli (2002) - cortometraggio
- Neuland, regia di Stefan Hering (2004) - cortometraggio
- Mädchen, Mädchen 2, regia di Peter Gersina (2004)
- I ragazzi del Reich (Napola - Elite für den Führer), regia di Dennis Gansel (2004)
- (Feinde), regia di Petr Novak (2005) - cortometraggio
- Hallesche Kometen, regia di Susanne Irina Zacharias (2005)
- Der rote Kakadu, regia di Dominik Graf (2006)
- GG 19 - Eine Reise durch Deutschland in 19 Artikeln, episodio Artikel 2, regia di Savas Ceviz (2007)
- GG 19 - Eine Reise durch Deutschland in 19 Artikeln, episodio Artikel 10, regia di Harald Siebler (2007)
- An die Grenze, regia di Urs Egger (2007)
- Mörderischer Frieden, regia di Rudolf Schweiger (2007)
- Die Zigarrenkiste, regia di Matthias Klimsa (2008) - cortometraggio
- Up! Up! To the sky, regia di Hardi Sturm (2008)
- L'onda (Die Welle), regia di Dennis Gansel (2008)
- Run for Your Life! (Lauf um Dein Leben - Vom Junkie zum Ironman), regia di Adnan Köse (2008)
- Die Schattenboxer, regia di Petr Novak (2008) - cortometraggio
- Tausend Ozeane, regia di Luki Frieden (2008)
- 13 Semester, regia di Frieder Wittich (2009)
- Sehsüchte: Underworld, regia di Sönke Kirchhof (2009) - cortometraggio
- Wir sind die Nacht, regia di Dennis Gansel (2010)
- Tage die bleiben, regia di Pia Strietmann (2011)
- Urban Explorer, regia di Andy Fetscher (2011)
- Playoff, regia di Eran Riklis (2011)
- Il quarto stato (Die vierte Macht), regia di Dennis Gansel (2012)
- Heiter bis Wolkig, regia di Marco Petry (2012)
- Il mio amico tedesco (El amigo alemán), regia di Jeanine Meerapfel (2012)
- Promessa rosso sangue (Du hast es versprochen), regia di Alex Schmidt (2012)
- Freier Fall, regia di Stephan Lacant (2013)
- Der zweite Mann, regia di Christopher Lenke e Philip Nauck (2013)
- Warsaw 44 (Miasto 44), regia di Jan Komasa (2014)
- Auf das Leben!, regia di Uwe Janson (2014)
- Lichtgestalten, regia di Christian Moris Müller (2015)
- Freistatt, regia di Marc Brummund (2015)
- Amnesia, regia di Barbet Schroeder (2015)
- Berlin Syndrome - In ostaggio (Berlin Syndrome), regia di Cate Shortland (2017)
- Kopfplatzen, regia di Savas Ceviz (2018)
- Matrix Resurrections (The Matrix Resurrections), regia di Lana Wachowski (2021)
- Le assaggiatrici, regia di Silvio Soldini (2025)

### Televisione
- Praxis Bülowbogen - film TV (1997)
- Eine Familie zum Küssen - film TV (1997)
- Zwei allein - serie TV (1998)
- Wenn alle Herzen schmelzen - film TV (1999)
- Brennendes Schweigen - film TV (2000)
- Mein Vater und andere Betrüger - film TV (2001)
- Alphateam - Die Lebensretter im OP - serie TV, 7x16 (2002)
- Wolff, un poliziotto a Berlino - serie TV, 11x06 (2003)
- Squadra Speciale Cobra 11 - Sezione 2 - serie TV, 13x02 (2003)
- In aller Freundschaft  - serie TV, 5x30 (2003)
- Lottoschein ins Glück, regia di Dirk Regel - film TV (2003)
- Balko - serie TV, 7x02 (2004)
- Nachtasyl, regia di Hardi Sturm - film TV (2005)
- Der Untergang der Pamir, regia di Kaspar Heidelbach - film TV (2006)
- Il commissario Schumann - serie TV, 1x02 (2006)
- Im Angesicht des Verbrechens - serie TV, 10 episodi (2010)
- Der Staatsanwalt - serie TV, 5x02 (2011)
- Schandmal - Der Tote im Berg, regia di Thomas Berger - film TV (2011)
- Auslandseinsatz, regia di Till Endemann - film TV (2012)
- Last Cop - L'ultimo sbirro - serie TV, 4x13 (2013)
- Blutgeld, regia di René Heisig - film TV (2013)
- Elly Beinhorn - Alleinflug, regia di Christine Hartmann - film TV (2013)
- Storno: Todsicher versichert, regia di Jan Fehse - film TV (2015)
- Sense8 – serie TV, 23 episodi (2015-2018)
- Il cane che dorme - serie TV (2023)

### Videografia
- Videotagebuch von Dennis Gansel, regia di Dennis Gansel (2005)

## Doppiatori italiani
Nelle versioni in italiano dei suoi lavori, Max Riemelt è stato doppiato da:
- Marco Vivio in Sense8, Matrix Resurrections
- Emiliano Coltorti in Ragazze pom pom al top
- Stefano Crescentini ne I ragazzi del Reich
- Davide Perino ne L'onda
- Fabrizio Picconi in Sleeping dog
- Simone D'Andrea ne Le assaggiatrici